# Wólka Tanewska
Wólka Tanewska – wieś w Polsce położona w województwie podkarpackim, w powiecie niżańskim, w gminie Ulanów.
| SIMC    | Nazwa       | Rodzaj    |
| ------- | ----------- | --------- |
| 1042970 | Folwark     | część wsi |
| 0989057 | Jeziorko    | część wsi |
| 1065160 | Piaski      | część wsi |
| 1065190 | Podbór      | część wsi |
| 1065208 | Strumień    | część wsi |
| 0989063 | Suche Laski | część wsi |
| 0989070 | Szewcy      | część wsi |
| 0989086 | Tobyłka     | część wsi |
| 0989092 | Wołoszyny   | część wsi |
| 0989100 | Wymysłów    | część wsi |
| 0989117 | Zadąbrowa   | część wsi |
| 0989123 | Zagóra      | część wsi |
| 0989130 | Żabie       | część wsi |

W latach 1975–1998 miejscowość administracyjnie należała do województwa tarnobrzeskiego.
We wsi znajduje się szkoła podstawowa oraz zbór Kościoła Chrześcijan Wiary Ewangelicznej.
Przez wieś przebiega żółty szlak turystyczny z Sandomierza do Leżajska.
We wsi funkcjonuje Klub Piłkarski Tanew Wólka Tanewska, założony w 1950 r. Wrócił on na piłkarską mapę Polski w roku 2008, po kilkunastu latach przerwy. 